# پتی کمپنر
پاتی کمپنر (به انگلیسی: Patty Kempner) (زادهٔ ۲۴ اوت ۱۹۴۲) شناگر اهل ایالات متحده آمریکا است.